# Platja de Riazor
La platja de Riazor és una platja urbana de la ciutat de la Corunya, a Galícia. Compta amb la distinció de Bandera blava, com la seva continuació cap al nord-est, la platja de l'Orzán.
Disposa de lavabos, dutxes, lloguer de gandules, vigilància, servei de salvament, primers auxilis, Creu Roja, aparcament, accesibilitat per a minusvàlids, quiosc de premsa i cafeteries i bars amb terrassa.
És una platja cèntrica i, per tant, molt concorreguda, sobretot durant la temporada alta. Es troba a prop de la Praza de Pontevedra, del Pazo dos Deportes i de l'Estadi Municipal de Riazor. En autobús es pot arribar amb les línies 3, 3A i 7.

## Galeria d'imatges

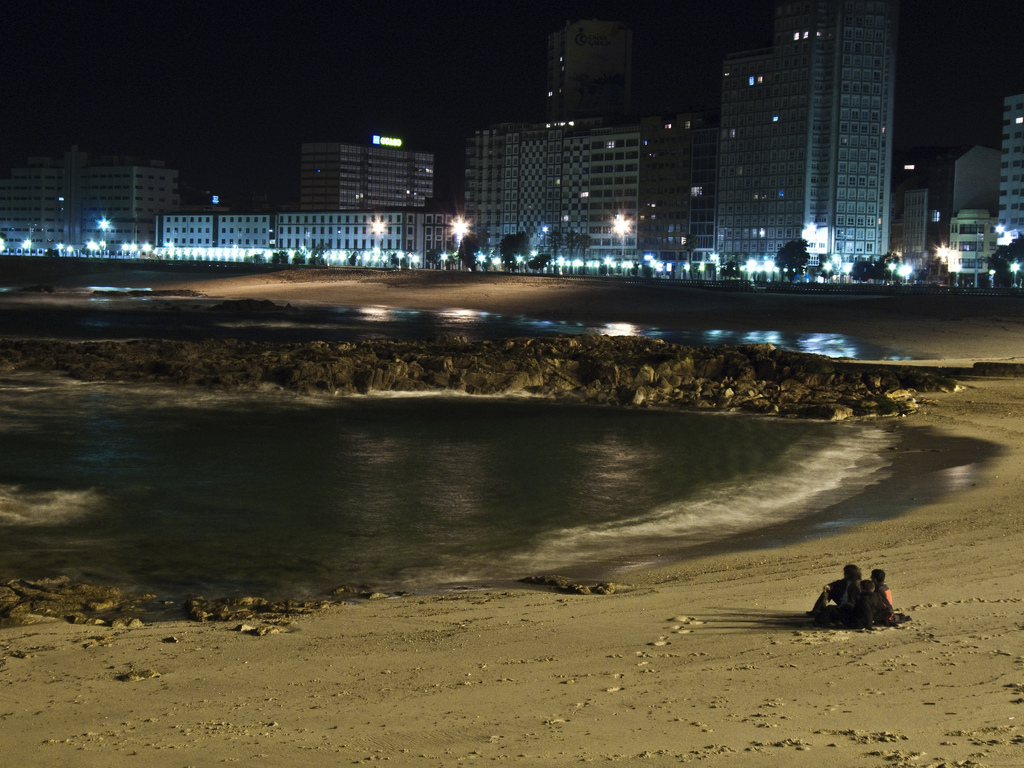
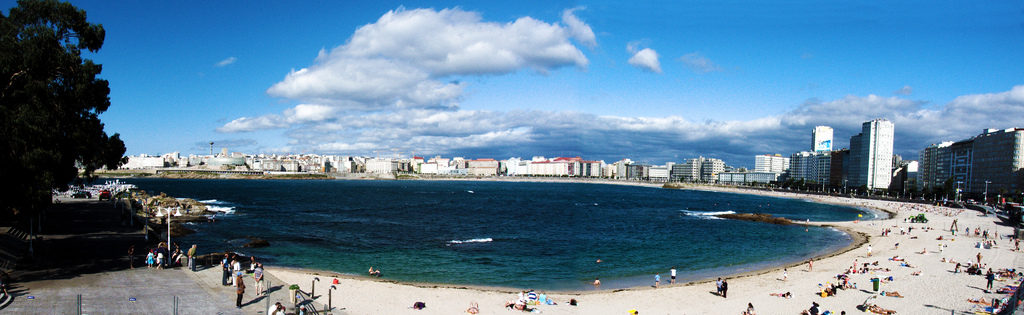
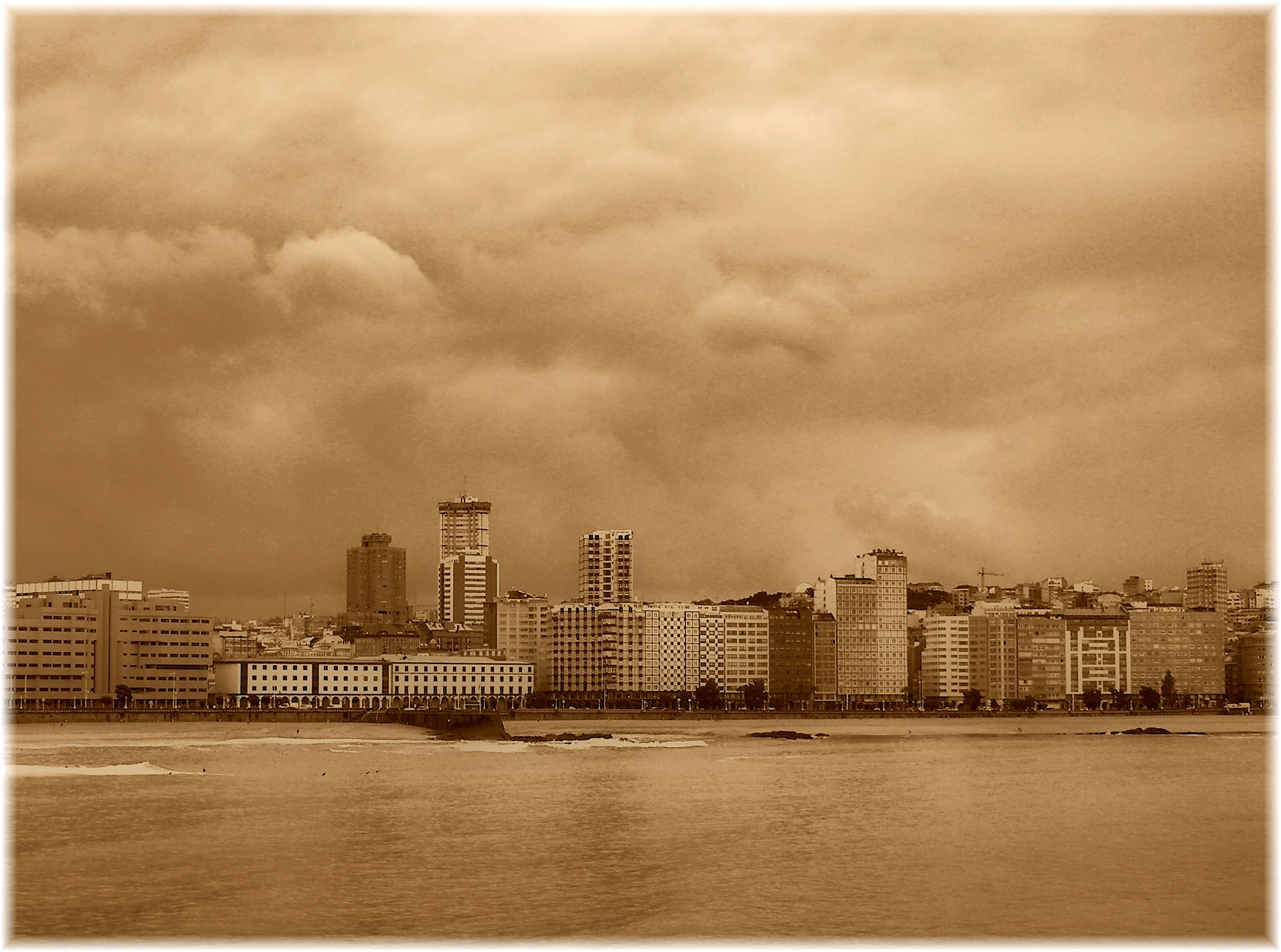